# Direction générale des Douanes (Tunisie)
La direction générale des Douanes est l'autorité douanière tunisienne dépendant du ministère des Finances.

## Effectifs
L'effectif total des employés de la direction générale des Douanes s'élève à 7 129 douaniers en 2019, répartis entre 3 768 officiers, 3 143 sous-officiers et 218 auxiliaires des douanes.

## Chiffres
| Année | Recettes douanières | Autres recettes fiscales | Total  |
| ----- | ------------------- | ------------------------ | ------ |
| 2015  | 4 273               | 14 273                   | 18 546 |
| 2016  | 4 865               | 13 837                   | 18 702 |
| 2017  | 15 494              | 5 693                    | 21 187 |
| 2018  | 17 489              | 7 020                    | 24 509 |
| 2019  | 21 480              | 7 421                    | 28 901 |